# Sociedad Nacional de Bellas Artes
La Sociedad Nacional de Bellas Artes es una corporación de derecho privado chilena, sin fines de lucro, cuyo objetivo es la difusión y promoción de las artes, en especial las artes visuales, en la comunidad. La sede de la Sociedad se encuentra en el Palacio La Alhambra.
Estos objetivos se ejecutan por medio de la realización de Concursos de pintura abiertos a todos los artistas nacionales o extranjeros, que se denominan "Salones" y se efectúan durante todo el año y a través de diversos talleres para el aprendizaje de las distintas técnicas pictóricas.

## Historia
La Sociedad Nacional de Bellas Artes, fue fundada el 16 de agosto de 1918, por un grupo de 77 intelectuales chilenos, encabezados por el destacado artista Juan Francisco González, con el fin de preservar el principio fundamental de todo pintor "La Academia".
Los Estatutos quedaron fijados el 4 de agosto de 1965, en los cuales se expresa que el objetivo de la Sociedad Nacional de Bellas Artes es "Fomentar el desarrollo de las Artes Plásticas en Chile".Sólo pueden ser socios pintores, escultores, arquitectos, grabadores y por lo tanto siempre se han mantenido sus objetivos.
La Sociedad Nacional de Bellas Artes, es la propietaria del Palacio de La Alhambra desde agosto de 1940, fecha en que el mecenas Julio Garrido Falcón a instancias e insistencia de su gran amigo Pedro Reszka Moreau, gran pintor chileno, donó el Palacio de La Alhambra con todo el contenido de su interior, amoblado, lamparería y obras de arte, para que fuera la sede de la Sociedad Nacional de Bellas Artes y con el objeto de fomentar, las bellas artes, con salones, talleres, conciertos, etc. El Palacio no puede ser usado para otro fin que no sea el Arte, ni tampoco ser arrendado. Posteriormente, en junio de 1973 fue declarado monumento nacional y desde ese momento están bajo la tutela del Consejo de Monumentos Nacionales.